# Мелетије Кипарски
Епископ Мелетије Кипарски (грч. επισκοπος Μελετιος Α΄, рођ. Мелетиос Кириакоу, 19. маја 1821. године) епископ ореполијански, солунски до избијања Грчке револуције 1821. године.

## Живот
Мелетије је био епископ епархије Китрос и Катерини, Централна Македонија. Крајем фебруара  1821. Александар Ипсиланти је са хетеристима прешао реку Прут, дижући устанак у Молдавији и Влашкој, након чега је устанак почео на Пелопонезу 25. марта 1821. године.
Уследили су масакри над грчким становништвом широм Османског царства. Првог дана Васкрса 1821. године, 10. априла, у Цариграду је обешен Григорије V.
Догађаји су Мелетија затекли у Солуну, пошто је он заменио Јосифа Солунског, који је заузврат завршио у Цариграду и прихватио мученичку смрт заједно са Григоријем V. Солунски владар Седик Јусуф-паша почео је да предузима прогоне против грчког становништва. града и пре него што се Пелопонез побунио, после хапшења свештеника Ананије Маркопулоса и још 6 чланова Етерије, који су пронађени са инкриминишућим писмима.
Догађаје у граду је добро описао новопридошли врховни судија Моллах Кхаируллах Ибн Синаси Мехмет Ага у својим извештајима султану. Добродушни Мола Хајрулах се састао са Мелетијем и позвао епископа да чува своје стадо у миру. Мелетије је прихватио позив, али то није био део планова Седика Јусуфа, који је 27. фебруара затворио самог мулу, заједно са Грцима, у Канли Кулу (Турска крвава кула – сада Бела кула) због фаворизовања неверника, док је у тамници куће Седик Јусуф је сам напустио око 400 Грка, од којих је 100 било монаха.
Након што се грчко становништво полуострва Халкидики у близини града побунило, Седик Јусуф је започео масакре 18. маја.
Молла Кхаируллах је пуштен, али је пред његовим очима половина талаца у Седиковој кући поклана. Грчко становништво почело је да тражи заштиту у црквама, али су, разваљајући врата храмова, Турци масакрирали око 2 хиљаде људи. Оцу Јовану, настојатељу Саборне цркве Светог Мине, одсечене су руке и ноге. Епископ Мелетије је пред Молла Кхаируллахом предат да га растргне руља на тргу Капани и исече на комаде.
Успомену на Мелетија црква прославља 21. јула а са њом и успомену на 2 хиљаде погинулих Солунаца.